# Земетчино (Бондарский район)
Земетчино или Земятчино — село в составе Кёршинского сельсовета Бондарского района Тамбовской области .

## Название
В исторических документах встречаются разные варианты названия села: Земетчино, Земятчино, Земетчина, Зиметчина.
В любом случае, очевидно, что название села произошло от устаревшего русского диалектного слова земец – «пчеловод», а в более широком значении – «добытчик, промысловик».

## История
Впервые упоминается в окладных книгах духовной епархии 1706 года:

часовня Покрова Пресвятые Богородицы в новоселебном селе Земетчине. У тое часовни двор попа Антипа. Церковные пахотные земли 20 четвертей в поле, а в дву потомуж, сенных покосов на 50 копен. Да приходских в том селе 36 дворов крестьянских. Дани с того села с дворов, по счету и по сказке того села попа Антипа, с земли и с сенных покосов по справке с перехожею его поповою грамотою против приходского заручного челобитья положено на год платить 1 рублей 20 алтын, две деньги, пошлин гривна, детям боярским на жалованье с рубля по полуполтине, всего 2 рубля, 5 денег, за ъездь гривна, нищим гривна ж, полковым попам в подмогу гривна ж.

В 1719 году, в документах первой ревизии о селе сказано:

Село Земетчино. В нем дворового числа по свидетельству явилось: поповых домов один. Дворцовых крестьян сорок четыре, а людей в них мужского полу 226 человек

Во второй половине XVIII века село вместе с его жителями было пожаловано генерал-майору Феёдору Христиановичу Циммерману. В северной части села появляется помещичья усадьба. В марте 1800 года Ф. М. Циммерман купил в селе Челновое деревянную церковь и перенес её Земятчину. Вокруг церкви был разбит парк из сосен, лип, вязов образующих некое подобие аллей, на безымянном ручье, впадавшего в речку Шамерляй была построена плотина, в результате чего возле парка образовался пруд. После смерти генерала в 1812 году его вдова Елизавета Михайловна Циммерман возвела в 1833 году в селе каменную Покровскую церковь.
В 1834 году владельцем села числится уже внук генерала - канцелярист из дворян Александр Михайлович Циммерман.
Согласно «Списку населенных мест Тамбовской губернии за 1862 год»:

Земетчина, село владельческое, при речке Шамерляй. Расположено село на тракте из Тамбова в Спасск. Расстояние от уездного города — 40 верст. В Земетчине в 1862 году 45 дворов, 285 душ мужского пола и 301 — женского. Церковь православная одна, мельниц — две.

Кто владел селом перед революцией достоверно неизвестно, но в некоторых документах фигурирует фамилия Мазевский. В 1911 году в селе имелось 209 дворов, проживало 665 мужчин и 675 женщин, в селе имелась церковно-приходская одноклассная смешанная школа.

## Известные люди
В селе родился российский гитарист-семиструнник и композитор Фёдор Михайлович Циммерман.
Уроженец села Земетчино Косырев Вячеслав Николаевич (1939-2012), кандидат психологических наук, профессор, заведующий кафедрой (по 2012 год) общей психологии Тамбовского государственного университета им. Г.Р. Державина, заслуженный работник высшей школы Российской Федерации.